# Qarunien
Het Qarunien, ook wel bekend als de Fajoem-B-cultuur, is een epipalaeolithische, eerste neolithische cultuur van het prehistorische Egypte, gedateerd tussen 6000 en 5000 v.Chr. Ze is vernoemd naar het Qarunmeer in de Fajoemdepressie.

## Vondsten
De vindplaatsen van het Qarunien bevinden zich ten noorden en westen van het huidige Fajoem-bekken. De sites duiden op een seizoensgebonden bewoning. De stenen werktuigen zijn microlithisch. Typische gereedschappen zijn onder meer klingen en schrabbers. Sommige soorten, zoals de pijlpunten, overlappen met die van de latere Fajoem-A-cultuur, wat zou kunnen wijzen op een verband tussen de twee culturen. Aardewerk komt niet voor. Te oordelen naar de dierlijke resten leefden de Qaruniers grotendeels van de visserij. Daarnaast jaagden ze op wilde dieren en verzamelden plantaardig voedsel. Van de cultuurperiode is slechts één begrafenis bekend: een vrouw van een jaar of veertig werd in een licht samengetrokken positie begraven, liggend op haar linkerzij, met haar gezicht naar het oosten gericht.